# Annie Landreville
Annie Landreville, née à Saint-Sulpice en 1966, est une poète, artiste de la parole, journaliste, chroniqueuse culturelle et travailleuse culturelle.

## Biographie
Annie Landreville étudie en littérature à l'Université de Montréal. Pendant près de 30 ans, elle travaille à la radio à titre de journaliste et chroniqueuse. Elle travaille notamment à Radio-Canada en tant que chroniqueuse culturelle. Elle enseigne également au cégep et à l’université, en littérature et en communications,. Elle devient ensuite directrice adjointe de la Corporation des Métiers d'art du Bas-Saint-Laurent.
Ayant un fort engagement journalistique, communautaire et poétique, Annie Landreville valorise la démocratisation de la poésie, le travail collaboratif ainsi que la médiation culturelle. Les thèmes centraux de son travail sont la filiation, le corps et les lieux.
Elle publie son premier recueil de poésie Partitions aux Éditions d'Orphée (1993). S'ensuit Nuits malcommodes du fond d'un bar à vinyles publié aux Éditions La Balconnière (2014) ainsi que Traité de poésie à l’usage des malades modernes paru aux Éditions Fond'tonne (2019). Ce dernier prend forme dans le cadre du projet de médiation « Cabinet de consultation des prescriptions poétiques » au cours duquel Annie Landreville remet des poèmes aux personnes rencontrées lors de consultations dans des lieux publics,,. Elle publie ensuite Date de péremption aux Éditions de la Grenouillère (2019),.
En plus de participer à des spectacles littéraires et de collaborer dans diverses revues (Arcade, Exit, Nuit blanche, Lettres québécoises, La Scena Musicale, Coda : Jazz Magazine et le journal Le Mouton noir), Annie Landreville agit à titre de directrice artistique et commissaire pour des événements ou des expositions littéraires. Elle a entre autres assuré le commissariat d'une exposition rétrospective sur les œuvres de Gilles Carle, une exposition de dessins de Micheline Lanctôt sur des textes de Louis-Philippe Hébert, en plus de travailler à l'élaboration et à l'animation de thés littéraires aux Jardins de Métis,.
En 2015, elle coécrit le spectacle poétique et musical Mon père et moi avec la poète Laurence Veilleux. Le spectacle est créé à Mont-Joli et présenté entre autres au Mois de la poésie à Québec,.
Récipiendaire du prix Jovette-Bernier du Salon du livre de Rimouski (2019), elle remporte également le Prix Geneviève-Amyot (2020), décerné par le Bureau des affaires poétiques et remis lors du Mois de la poésie à Québec,,.

## Œuvres

### Poésie
- Partitions, Montréal, Éditions d'Orphée, Montréal, 1993, 69 p. (ISBN 2-89418-051-9)
- Nuits malcommodes du fond d'un bar à vinyles, Rimouski, La Balconnière, 2014, n.p.  (ISBN 9782981490100)
- Traité de poésie à l’usage des malades modernes, Rimouski, Éditions Fond'tonne, 2019, n.p.  (ISBN 9782981544896)
- Date de péremption, Rimouski, Éditions de la Grenouillère, 2019, 91 p.  (ISBN 9782924758281)
- Les couteaux dans ma gorge ne sont pas des fruits de mer, Montréal, Poètes de brousse, 2024, 104 p. (ISBN 9782925226499)

### Collectifs
- Selfies, autoportraits d'enfants du siècle, sous la direction de Kiev Renaud, Le Cheval d'août, 2023, 120 pages  (ISBN 9782924491867) et   (ISBN 9782924491874)
- Reflets d'une région, sous la direction de Danielle Dufresne, Québec, Éditions Septentrion, 2007, 171 p.  (ISBN 9782894485378 et 9782896644803)
- Douze histoires de plage et une noyade, Sous la direction de Michel Vézina et Marie-Chantale Gariépy, Montréal, Coups de tête, 2015, 298 p. (ISBN 9782896711420 et 9782896711413)

## Prix et honneurs
- 2019 - Récipiendaire : Prix Jovette-Bernier (pour Date de péremption)[14]
- 2020 - Finaliste : Prix Expozine, catégorie littéraire (pour Traité de poésie à l’usage des malades modernes)
- 2020 - Récipiendaire : Prix Geneviève-Amyot (pour la suite poétique Sur la pointe des arbres)[16]